# Cardiopteris
Cardiopteris es un género de plantas que estaba incluida en el orden Celastrales y que el sistema APG II lo pone en la familia Cardiopteridaceae en el orden Aquifoliales. Consta de 8 especies. Es originario del centro sur de China y Asia tropical.

## Descripción
Son plantas herbáceas con hojas alternas, pecioladas y simples. Las flores son hermafroditas agrupadas en inflorescencias en cimas axilares. Los frutos son samaras.>

## Taxonomía
El género fue descrito por  Wall. ex Royle y publicado en Illustrations of the Botany ... of the Himalayan Mountains ... 136. 1834. La especie tipo no ha sido designada. 

## Especies
- Cardiopteris hamulosa
- Cardiopteris javanica
- Cardiopteris lobata
- Cardiopteris moluccana
- Cardiopteris platycarpa
- Cardiopteris quinqueloba
- Cardiopteris rumphii
- Cardiopteris subhamata